# 伪狄奥尼修斯
亚略巴古的伪狄奥尼修斯是5世纪晚期至6世纪早期的一位基督教神学家和哲学家，他使用假名，称自己为“亚略巴古的丢尼修”。借此，伪狄奥尼修斯的作品在东西方获得了很大权威，尤其是对基督教神秘主义如埃克哈特大师产生巨大影响。随着15世纪，其作品被发现和丢尼修的作品出自不同时代，其影响力开始下降。